# Ferrari Arno XI
Pour les articles homonymes, voir Ferrari, Arno et XI.
Le Timossi Ferrari Arno XI est un prestigieux bateau de course historique « modèle unique » de 1953, de type hydroplane, propulsé par un moteur V12 de Formule 1, de Ferrari 375 F1 scuderia Ferrari. Il bat le record du monde de vitesse de bateau catégorie moins de 800 kg le 15 octobre 1953 à la vitesse de 241,708 km/h (130,51 nœuds) sur le lac d'Iseo (record invaincu à ce jour[Quand ?] dans sa catégorie).

## Historique
Ultime évolution de la série de bateau de course Arno, ce modèle de course d'hydroplanes est conçu par le richissime ingénieur pilote de course italien Achille Castoldi (it) et réalisé en 1952 par le chantier naval Timossi Azzano du lac de Côme près de Milan, avec une ossature bois, une coque en contreplaqué marine et un placage en acajou verni. De type hydroplane (variantes des hydroptères) il repose sur l'eau à plein régime par trois points seulement (déjaugeage) : deux patins latéraux et une hélice à deux pales pouvant tourner à 10 000 tours par minute,.

Ferrari Arno XI au musée Ferrari de Maranello
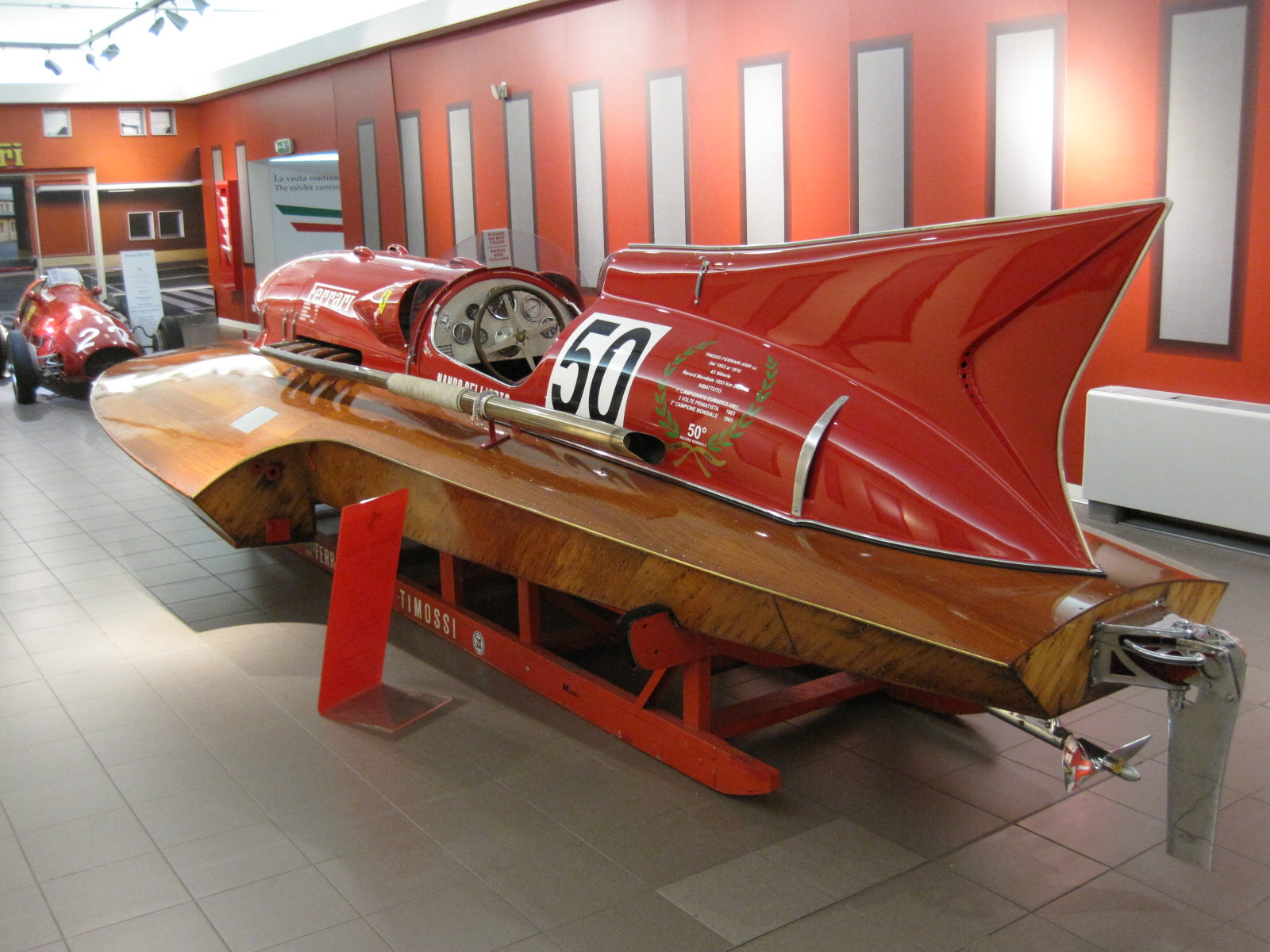
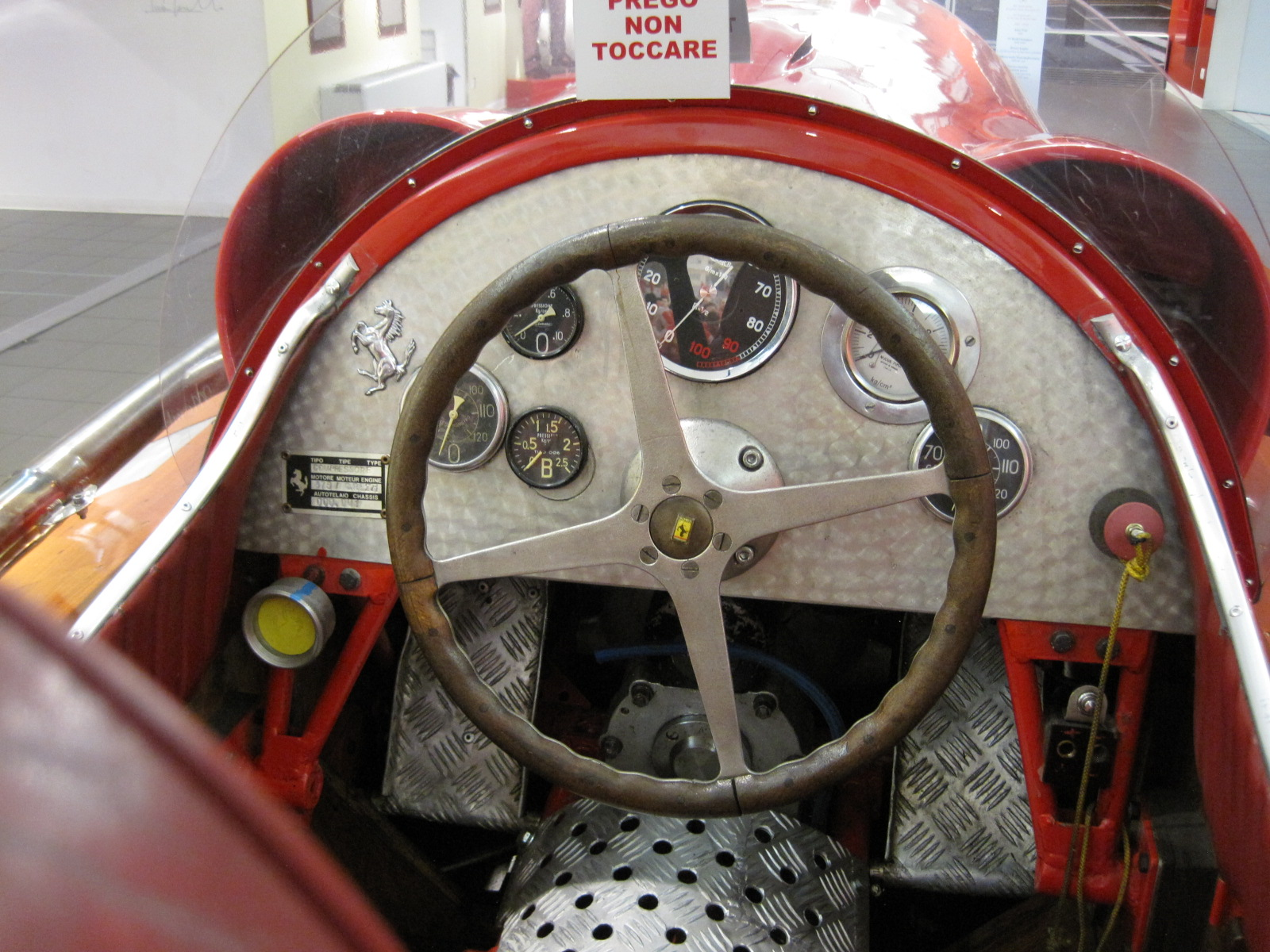
Cockpit.
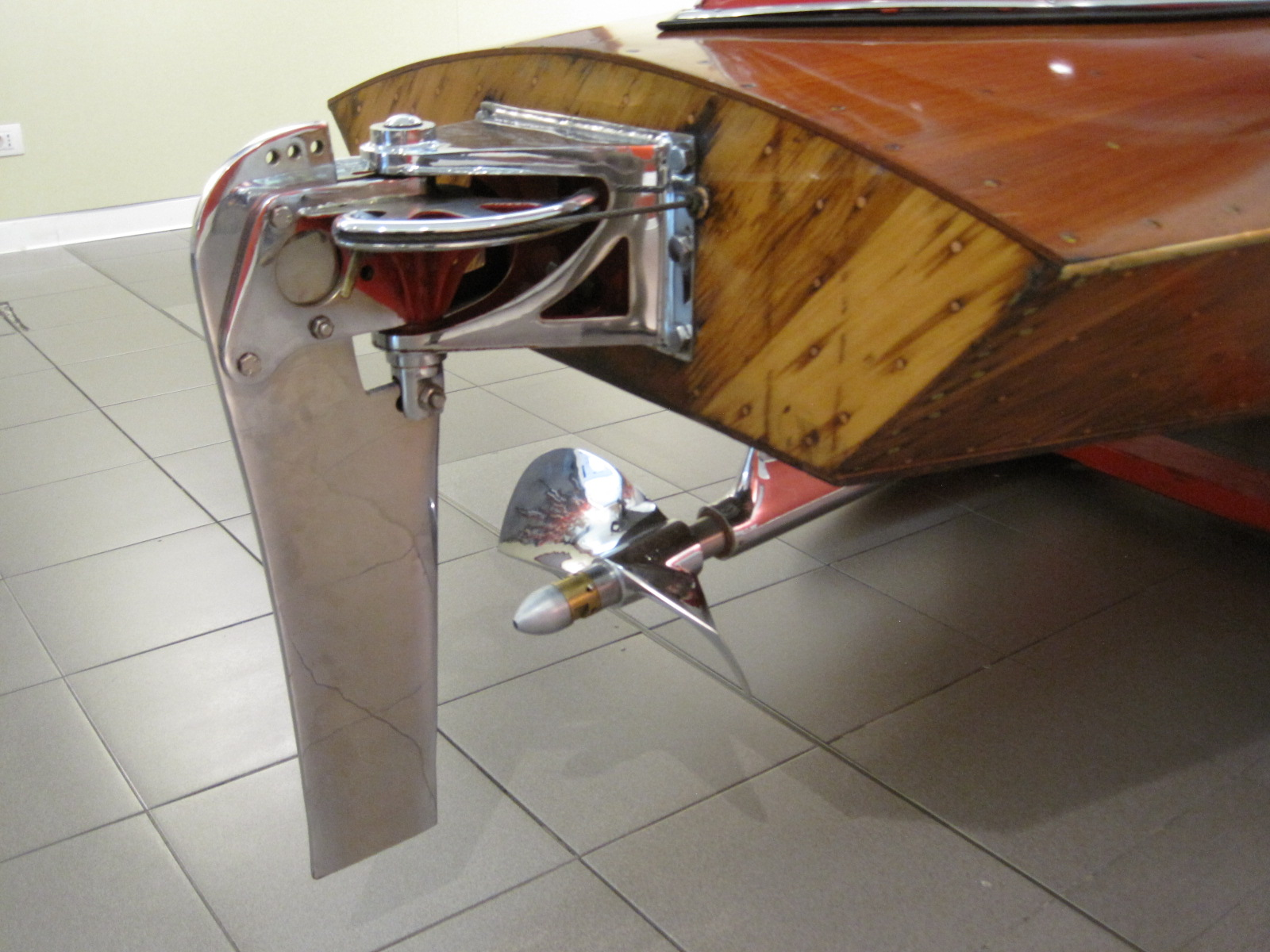
Poupe.

Pour battre le record de vitesse mondial sur l'eau et concurrencer les moteurs Alfa Romeo et Maserati de l'époque, Achille Castoldi demande à ses amis pilotes de la Scuderia Ferrari Alberto Ascari et Luigi Villoresi de pousser Enzo Ferrari à lui fournir le moteur V12 Ferrari historique exceptionnel de 600 chevaux et 4,5 litres de la Ferrari 375 F1 victorieuse du Grand Prix automobile de Grande-Bretagne avec le pilote José Froilán González sur le circuit de Silverstone en 1951 (première victoire historique de la Scuderia Ferrari au championnat du monde de Formule 1 créé en 1950).
Castoldi rebaptise le moteur « G.P. 52/1 Nautico », le fait convertir au méthanol, et fait augmenter sa puissance grâce à deux compresseurs ; ces modifications lui permettent de battre personnellement et facilement le record du monde de vitesse de bateau, dans la catégorie moins de 800 kg, le 15 octobre 1953, avec la vitesse de 241,708 km/h / 130,51 nœuds sur le lac d'Iseo (record invaincu à ce jour).
Le bateau est alors revendu au richissime ingénieur industriel italien Nando Dell'Orto qui l'améliore sur le plan de l’aérodynamique et continue à le faire courir avec succès en compétition durant plus de 10 ans, avec de nombreuses victoires, dont une victoire au championnat d’Europe en 1960, avant de terminer sa carrière sportive en 1968.
En 1990, le bolide est vendu à un collectionneur qui le fait totalement restaurer d'origine. Le moteur atteint alors 700 ch après restauration chez Ferrari à Maranello.
En 2012, il est revendu durant le Grand Prix automobile de Monaco lors d'une vente aux enchères au Grimaldi Forum de Monaco. Il est exposé un temps au musée Ferrari de Maranello, ainsi qu'au musée Enzo-Ferrari de Modène,,.

## Record de vitesse sur l'eau
- 15 octobre 1953 : record du monde de vitesse de bateau catégorie moins de 800 kg par Achille Castoldi avec la vitesse de 241,708 km/h / 130,51 nœuds sur le lac d'Iseo (record invaincu à ce jour dans sa catégorie).

## Quelques autres bateaux Ferrari

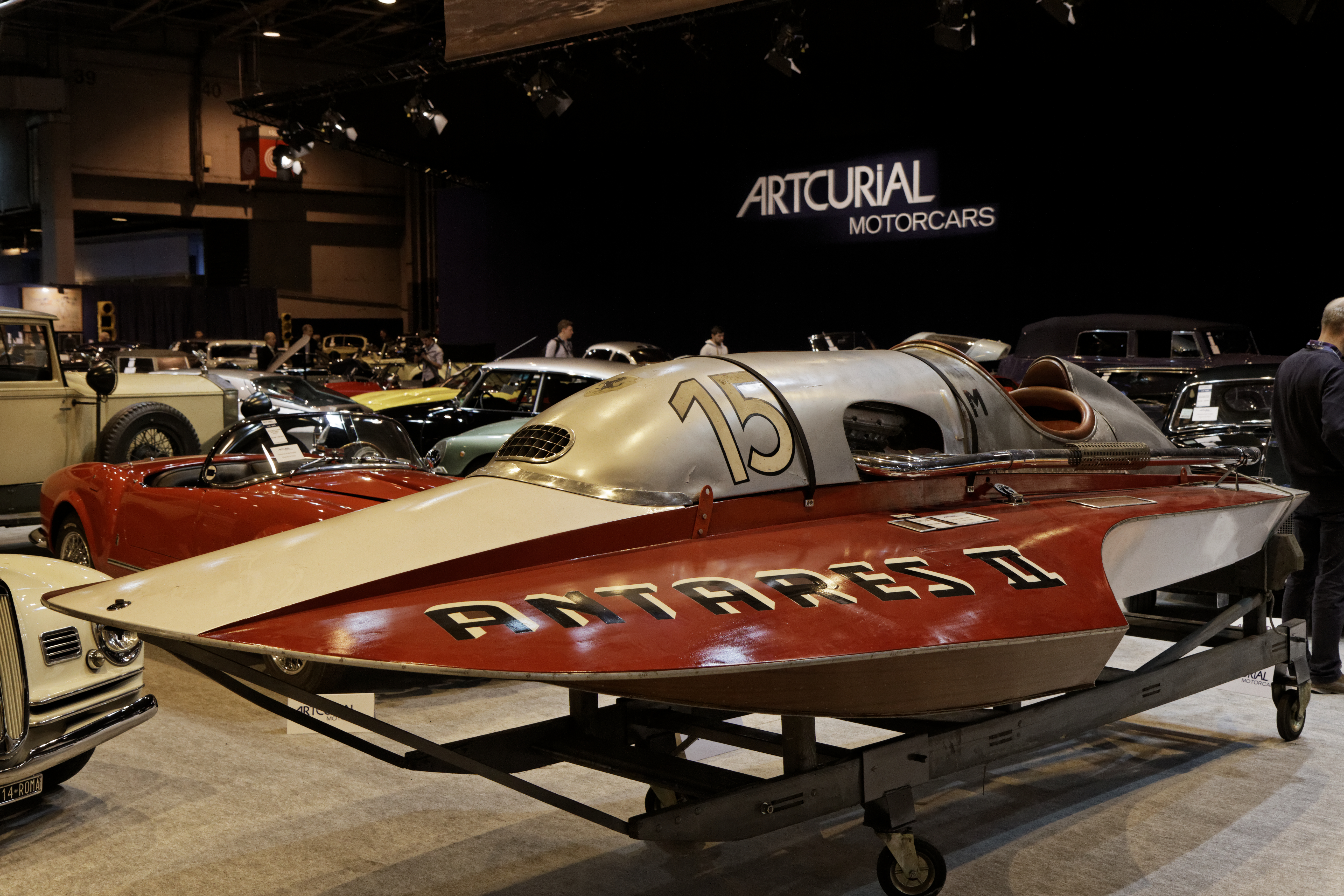
Abbate-Ferrari F1 Antares II (1954).
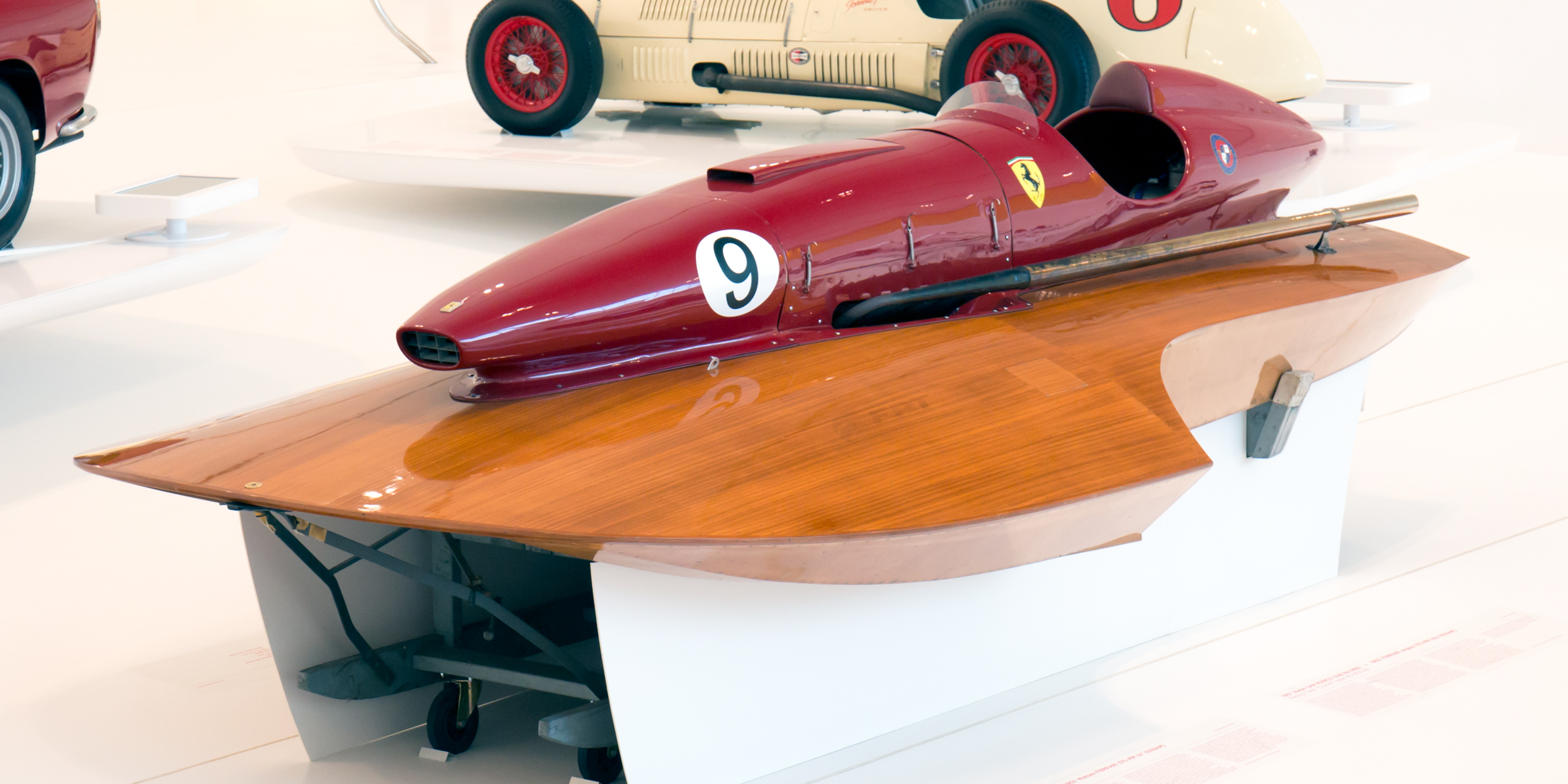
San Marco Ferrari KD800 (1957).
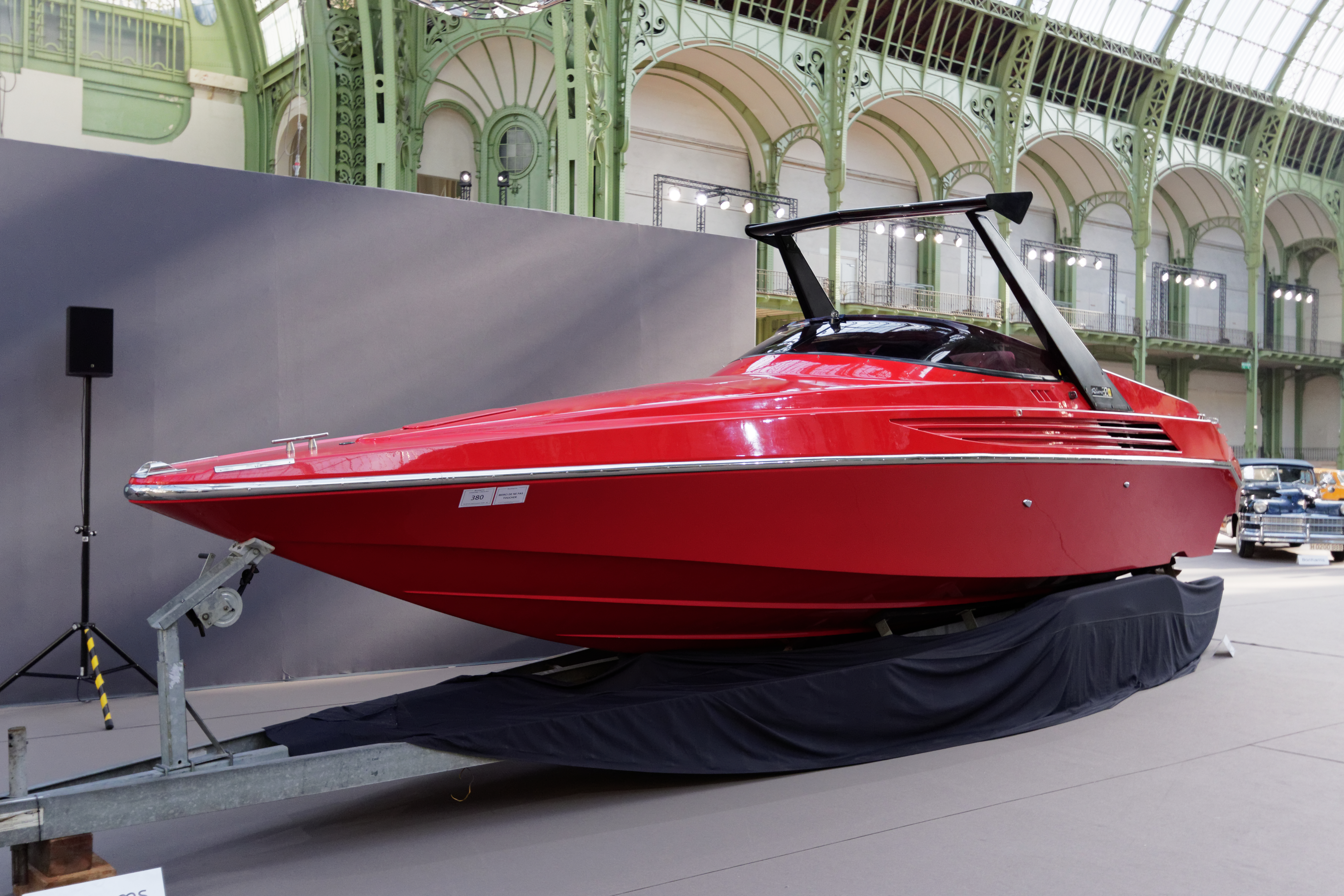
Riva Ferrari 32 (1990).